# Alessandro Tonelli
Alessandro Tonelli (* 29. Mai 1992 in Brescia) ist ein italienischer Radrennfahrer.

## Sportlicher Werdegang
Nach dem Wechsel in die U23 fuhr Tonelli zunächst auf der Vereinsebene und startete vorrangig bei Rennen des nationalen Kalenders. Zur Saison 2015 erhielt einen Vertrag beim damaligen Bardiani-CSF Pro Team, bei dem er aktuell (Stand 2023) immer noch Mitglied ist. Für sein Team startete er bisher viermal beim Giro d’Italia, bei der Austragung 2022 erreichte er auf der 19. Etappen den dritten Platz in der Tageswertung.
Seinen ersten Sieg als Radprofi erzielte er auf der vierten Etappe der Kroatien-Rundfahrt 2018, die er als Solist wenige Sekunden vor dem Hauptfeld gewann. Bei der Tour of Britain 2018 führte er nach dem zweiten Platz auf der zweiten Etappe für einen Tag die Tageswertung an. Sechs Jahre später erzielte er seinen zweiten Sieg, als er den Auftakt zur Valencia-Rundfahrt 2023 aus einer Ausreißergruppe heraus kampflos vor seinem Teamgefährten Manuele Tarozzi gewann.
Nach zehn Jahren im selben Team wechselte Tonelli zur Saison 2025 zum Team Polti VisitMalta.

## Erfolge
2018
- eine Etappe Kroatien-Rundfahrt

2023
- eine Etappe Valencia-Rundfahrt

## Grand Tour-Platzierungen
| Grand Tour            | 2018 | 2019 | 2020 | 2021 | 2022 | 2023 | 2024 | 2025 |
| --------------------- | ---- | ---- | ---- | ---- | ---- | ---- | ---- | ---- |
| Giro d’ItaliaGiro     | DNF  | –    | 51   | –    | 52   | 42   | 41   | 48   |
| Tour de FranceTour    | –    | –    | –    | –    | –    | –    | –    |      |
| Vuelta a EspañaVuelta | –    | –    | –    | –    | –    | –    | –    |      |